# Witten
Witten é uma cidade da Alemanha localizado no distrito de Ennepe-Ruhr, região administrativa de Arnsberg, estado de Renânia do Norte-Vestfália.

## Uma cidade Universitária
Na cidade de Witten se encontra a Universidade Witten/Herdecke. Com 1.112 estudantes de graduação, é a única universidade na Alemanha não-federal.